# Almaraz de Duero
Almaraz de Duero ist ein nordwestspanischer Ort und eine Gemeinde (municipio) mit 397 Einwohnern (Stand: 2024) im Osten der Provinz Zamora der Autonomen Gemeinschaft Kastilien-León. 

## Lage
Almaraz de Duero liegt in der kastilischen Hochebene in einer Höhe von etwa 645 m. Der Duero begrenzt die Gemeinde im Süden und Osten. Die Provinzhauptstadt Zamora ist nur etwa 18 Kilometer (Fahrtstrecke) in ostnordöstlicher Richtung entfernt. Das Klima im Winter ist durchaus kalt, im Sommer dagegen warm bis heiß; die eher spärlichen Regenfälle (535 mm/Jahr) fallen verteilt übers ganze Jahr.

## Bevölkerungsentwicklung
| Jahr      | 1970 | 1981 | 1991 | 2001 | 2011 | 2021 |
| Einwohner | 710  | 563  | 501  | 452  | 409  | 407  |

## Sehenswürdigkeiten
- Salvatorkirche (Iglesia de El Salvador)

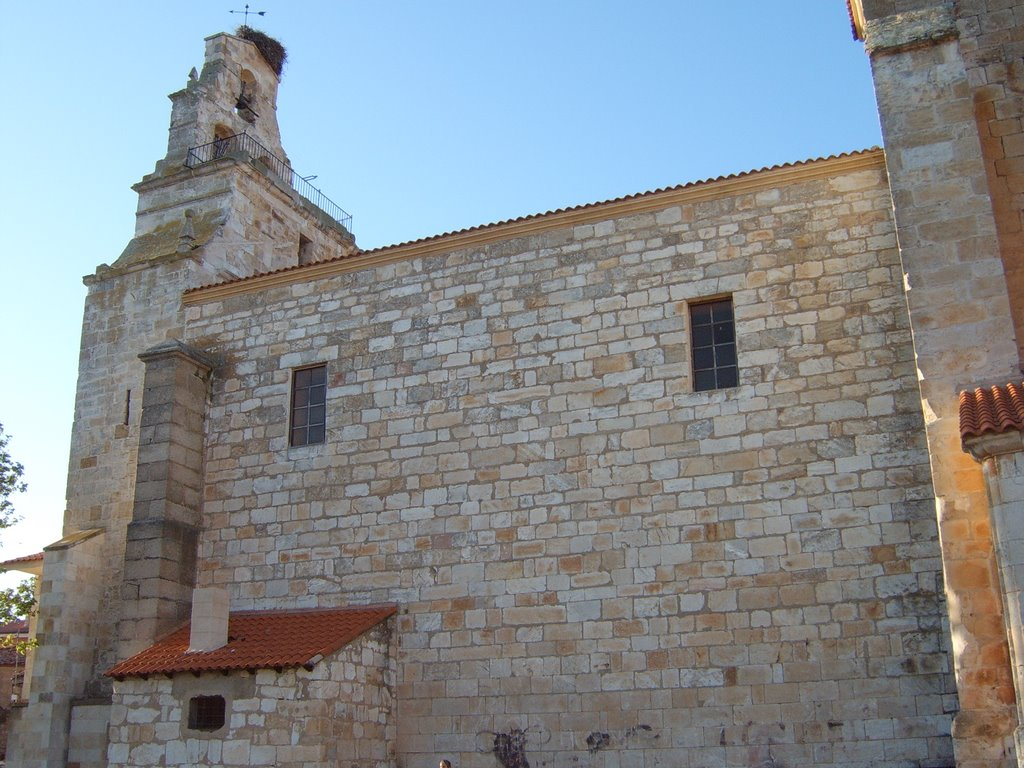
Salvatorkirche